# 197. Division
Die 197. Division sind folgende militärische Einheiten auf Ebene der Division:

## Infanterie-Divisionen
- 197. Infanterie-Division (Deutsches Kaiserreich)
- 197. Infanterie-Division (Wehrmacht)
- 197. Schützendivision (Sowjetunion)